# 茶屋町 (岡山県)
茶屋町（ちゃやちょう）は、かつて岡山県都窪郡にあった町である。1972年（昭和47年）5月1日に倉敷市に編入され廃止された。現在は同市の茶屋町地区となっている。ここでは、町制施行前の名称である江島村（えじまそん）についても述べる。

## 歴史

### 行政の変遷
明治になり、1870年（明治3年）11月に早島沖新田村・帯江沖新田村はそれぞれ早島新田村・帯江新田村に改称。また宮崎村（現在の早島町早島の一部）枝村であった宮崎割新田村は宮崎村に併合された。1875年（明治8年）に宮崎村のうちの旧宮崎割新田分が早島新田に併合される。1889年（明治22年）には早島新田・帯江新田両村が合併し、江島村（えしまそん）を新設。名称は両村名から一文字ずつ合わせたものである。そして1896年（明治29年）に町制を施行し、その際に茶屋町（ちゃやちょう）に改称する。その後、1947年（昭和22年）1月に興除村より旧鶴崎村域を茶屋町へ移管。1951年（昭和26年）3月に豊洲村の高須賀の内の旧添新田分（旧帯江領）が、豊洲村の倉敷市編入の絡みで、当地へ移管した。これにより現在の茶屋町の区域が確定した。
1972年（昭和47年）5月1日に倉敷市（新）に編入合併し、同茶屋町支所の管轄下となる。なお、合併後は当地の読み方は「ちゃやまち」に変更された。

### 年表
- 1704年（宝永元年）- 早島戸川氏の戸川安貞が早島沖新田、帯江戸川氏の戸川安広が帯江沖新田をそれぞれ開発に着手する（1707年完成）。
- 1731年（享保16年）- 綿花やい草の栽培、畳表や小倉織の生産が始まる。
- 1850年（嘉永3年）- 東高梁川の安江・四十瀬の土手が決壊、大洪水が起きる。
- 1870年（明治2年）- 早島新田村、帯江新田村になる。
- 1878年（明治11年）- 磯崎眠亀が錦莞莚を発明。
- 1889年（明治22年）6月1日 - 町村制が施行され早島新田村と帯江新田村が合併し、両村よりそれぞれ一字を取って江島村になる。
- 1890年（明治23年）- 桜橋付近に芝居小屋「栄座」ができる（後に映画館になり、昭和30年閉館）。
- 1896年（明治29年）2月26日 - 江島村が町制施行し、都宇郡茶屋町へ移行。
- 1900年（明治33年）4月1日 - 都宇郡が窪屋郡と合併し、都窪郡となる。
- 1910年（明治43年）6月12日 - 宇野線茶屋町駅開業。
- 1913年（大正2年）11月11日 - 下津井軽便鉄道が茶屋町駅に乗り入れる。
- 1931年（昭和6年）- 倉敷を結ぶ県道（倉敷飽浦線）が開通し、茶屋町橋が架けられる。
- 1947年（昭和22年）10月18日 - 児島郡興除村大字西疇のうち字鶴崎の区域[注釈 1]を当町に編入[8]。
- 1951年（昭和26年）3月 - 都窪郡豊洲村大字高須賀のうち汐入川以東の添新田の区域[注釈 2]を当町に編入[9]。
- 1972年（昭和47年）
  - 4月1日 - 下津井電鉄線のうち茶屋町 - 児島間が廃止。
  - 5月1日 - 茶屋町が倉敷市に編入合併される。
- 1973年（昭和48年）5月 - 現在の茶屋町支所が竣工。旧町役場は解体される。
- 1988年（昭和63年）3月20日 - 本四備讃線茶屋町〜児島間開業。
- 2006年（平成18年）- 干拓300周年記念行事が行われ、駅前の広場に記念碑が建てられる。茶屋町商工会が早島・庄と合併し「つくぼ商工会」になる。
- 2007年（平成19年）3月5日 - 郵便番号が709-11xxから710-11xxに変更される。

## 行政

### 歴代首長
| 代 | 氏名       | 就任年月日                 | 退任年月日                 | 備考                                 |
| -- | ---------- | -------------------------- | -------------------------- | ------------------------------------ |
| 初 | 佐藤禎太郎 | 1889年（明治22年）9月19日  | 1893年（明治26年）4月5日   | 江島村新設                           |
| 2  | 平田善策   | 1893年（明治26年）4月6日   | 1897年（明治30年）7月8日   | 1896年2月26日 町制施行・茶屋町へ改称 |
| 3  | 槙尾常五郎 | 1897年（明治30年）7月9日   | 1903年（明治36年）11月24日 |                                      |
| 4  | 中田静雄   | 1903年（明治36年）12月16日 | 1916年（大正5年）12月18日  |                                      |
| 5  | 西川順蔵   | 1916年（大正5年）12月18日  | 1917年（大正6年）7月28日   |                                      |
| 6  | 平島済     | 1917年（大正6年）7月28日   | 1918年（大正7年）6月24日   |                                      |
|    | 畑高太郎   | 1918年（大正7年）6月24日   | 1918年（大正7年）10月11日  | 代理                                 |
| 7  | 姫井繁次   | 1918年（大正7年）10月12日  | 1931年（昭和6年）9月30日   |                                      |
| 8  | 河西一郎   | 1932年（昭和7年）3月26日   | 1940年（昭和15年）1月15日  |                                      |
| 9  | 野田徳三郎 | 1940年（昭和15年）5月25日  | 1946年（昭和21年）10月28日 |                                      |
| 10 | 安原増夫   | 1947年（昭和22年）4月6日   | 1951年（昭和26年）4月5日   |                                      |
| 11 | 米谷昇平   | 1951年（昭和26年）4月23日  | 1952年（昭和27年）5月4日   |                                      |
| 12 | 福山恒治   | 1952年（昭和27年）5月27日  | 1956年（昭和31年）5月26日  |                                      |
| 13 | 姫井三亀男 | 1956年（昭和31年）5月27日  | 1972年（昭和47年）4月30日  |                                      |

### 町議会議長・副議長
昭和22年4月の地方自治法施行以降の茶屋町町議会議長を記す。
議長
| 氏名       | 就任年月日  | 備考                                     |
| ---------- | ----------- | ---------------------------------------- |
| 大野半三郎 | 昭和22年4月 | 昭和25年1月辞職                          |
| 平田旭治   | 昭和25年1月 |                                          |
| 柏原弥市郎 | 昭和26年4月 | 昭和27年5月議会総辞職                    |
| 平田旭治   | 昭和27年6月 |                                          |
| 平田旭治   | 昭和31年5月 |                                          |
| 吉本健次   | 昭和35年5月 |                                          |
| （不明）   | 昭和39年6月 |                                          |
| （不明）   | 昭和35年5月 | 昭和47年5月1日、茶屋町が倉敷市へ編入合併 |

副議長
| 氏名     | 就任年月日  | 備考                                     |
| -------- | ----------- | ---------------------------------------- |
| 窪津浅市 | 昭和22年4月 | 昭和25年8月 任期中死去                   |
| 佐藤市二 | 昭和25年8月 |                                          |
| 渡辺清吾 | 昭和26年4月 | 昭和27年5月議会総辞職                    |
| 田辺秀雄 | 昭和27年6月 | 昭和28年7月 任期中死去                   |
| 大西靏一 | 昭和28年7月 |                                          |
| 大河政雄 | 昭和31年5月 |                                          |
| 山本鹿男 | 昭和35年5月 |                                          |
| （不明） | 昭和39年6月 |                                          |
| （不明） | 昭和35年5月 | 昭和47年5月1日、茶屋町が倉敷市へ編入合併 |